# Ère astrologique
Une ère astrologique correspond au temps nécessaire pour que le Soleil de l’équinoxe du printemps, observé depuis la Terre, traverse l’une des 12 constellations du zodiaque. Sa durée est traditionnellement évaluée à 2160 ans, soient 25920 ans pour un cycle complet de la précession des équinoxes.
Si les horoscopes continuent d’associer l’arrivée du printemps au signe du Bélier, comme le faisaient les Grecs et les Babyloniens, le soleil de l’équinoxe de mars se lève depuis l’époque romaine dans la constellation des Poissons – symbole paléochrétien – et se lèvera d’ici quelques siècles dans la constellation du Verseau.

## Zodiaque

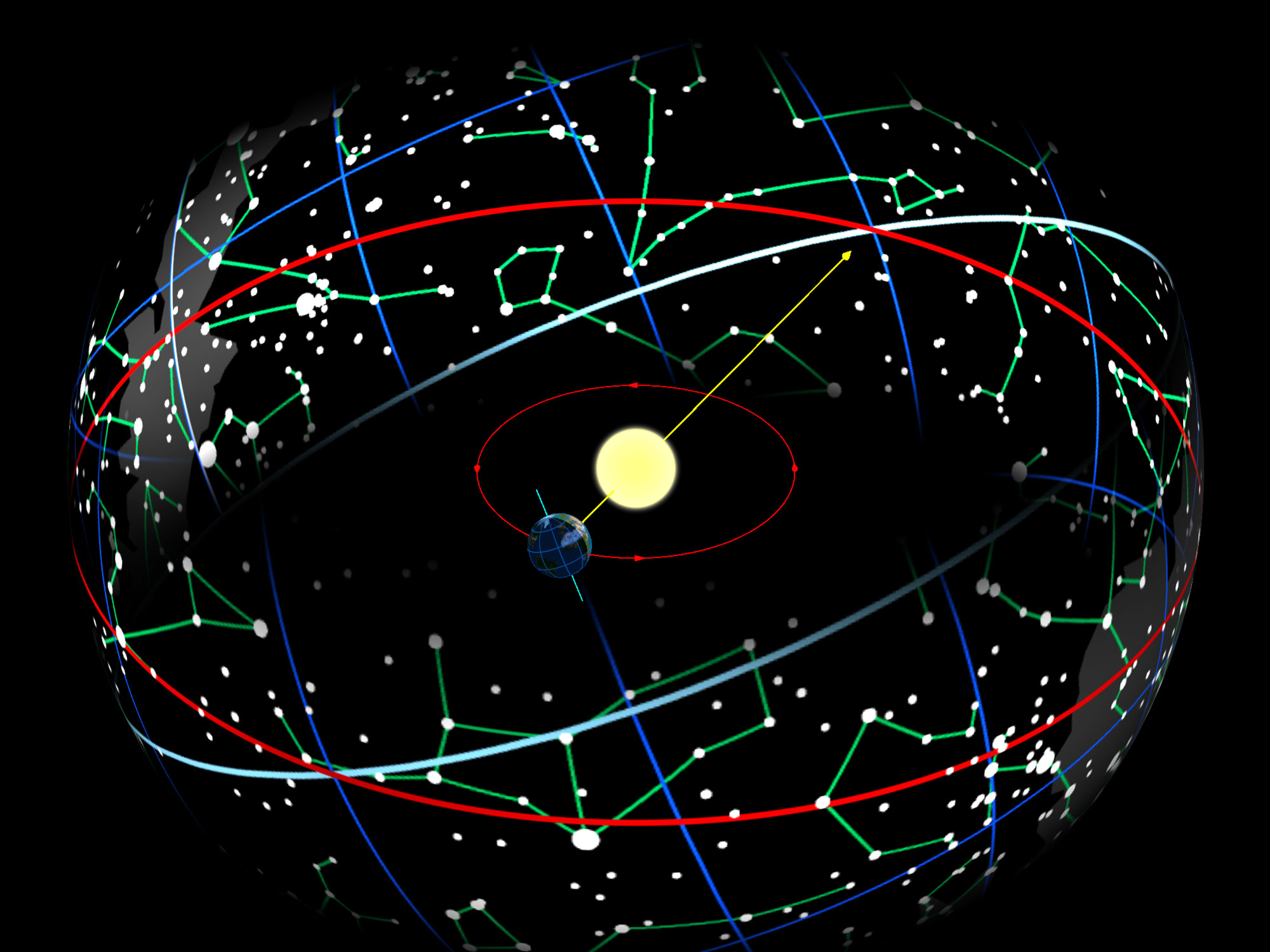

Vu depuis l’espace, le zodiaque est un cercle imaginaire de constellations circonscrivant la trajectoire orbitale de la Terre (l’écliptique) et des autres planètes autour du soleil. Vu depuis la Terre, c’est la zone de la sphère céleste traversée par le soleil, la lune et les planètes. Au cours d’une année, le soleil se lève successivement dans les 12 constellations du zodiaque, soit un signe astrologique par mois.
Le zodiaque est une idéalisation mathématique du ciel : les 360 degrés du cercle de l’écliptique sont répartis en 12 x 30 degrés. En réalité, la taille des constellations varie (les Poissons s’étalent sur 49 degrés, tandis que l’envergure du Cancer n’est que de 21 degrés), le soleil ne glisse pas d’un degré quotidiennement (l’année solaire dure 365.24 jours) et le mois astrologique ne correspond pas au cycle lunaire.

### Histoire
La contemplation des astres est attestée dès le paléolithique supérieur dans l’art rupestre et pariétal, puis, avec la révolution néolithique, dans l’architecture mégalithique,,. L’astronomie est utile pour l’élaboration des calendriers, la planification agricole, les voyages et la navigation. Elle occupe à ce titre une place importante dans les pratiques religieuses et dans les récits mythologiques ; les aventures des héros et des divinités reflétant souvent les mouvements du soleil, de la lune et des planètes sur la voûte céleste.
Les plus anciens écrits témoignant de connaissances astronomiques remontent au IIIe millénaire avant notre ère, en Mésopotamie et en Égypte (Textes des pyramides). L’astrologie comme pratique divinatoire se développe au millénaire suivant (Enuma Anu Enlil).
Le zodiaque apparaît pour la première fois en Babylonie, dans une tablette cunéiforme datée du Ve siècle avant notre ère,. Il se diffuse rapidement dans l’Empire perse, dans le monde hellénistique après les conquêtes d’Alexandre le Grand, en Arabie et jusqu’en Inde. Avec l’expansion du bouddhisme, le zodiaque atteint la civilisation chinoise qui l’adopte sous une forme différente : les 12 signes astrologiques chinois sont purement symboliques, ils ne figurent pas des constellations.
Tout au long du Moyen Âge, l’astrologie dite « occidentale » s’est référée, tant dans le monde islamique que dans le monde chrétien, au Tetrabiblos écrit par Claude Ptolémée au IIe siècle à Alexandrie.
Cette discipline a perdu de son prestige à partir du XVIIIe siècle, avec l’essor de la méthode scientifique. Elle est aujourd’hui considérée comme une « pseudoscience », dont les théories ne sont pas vérifiées (ou vérifiables) expérimentalement.

## Précession des équinoxes

### Description du phénomène
La précession des équinoxes, ou précession axiale, est le cycle de changement de direction de l'axe de rotation de la Terre, qui vacille comme une toupie sous l'influence gravitationnelle du soleil et de la lune.

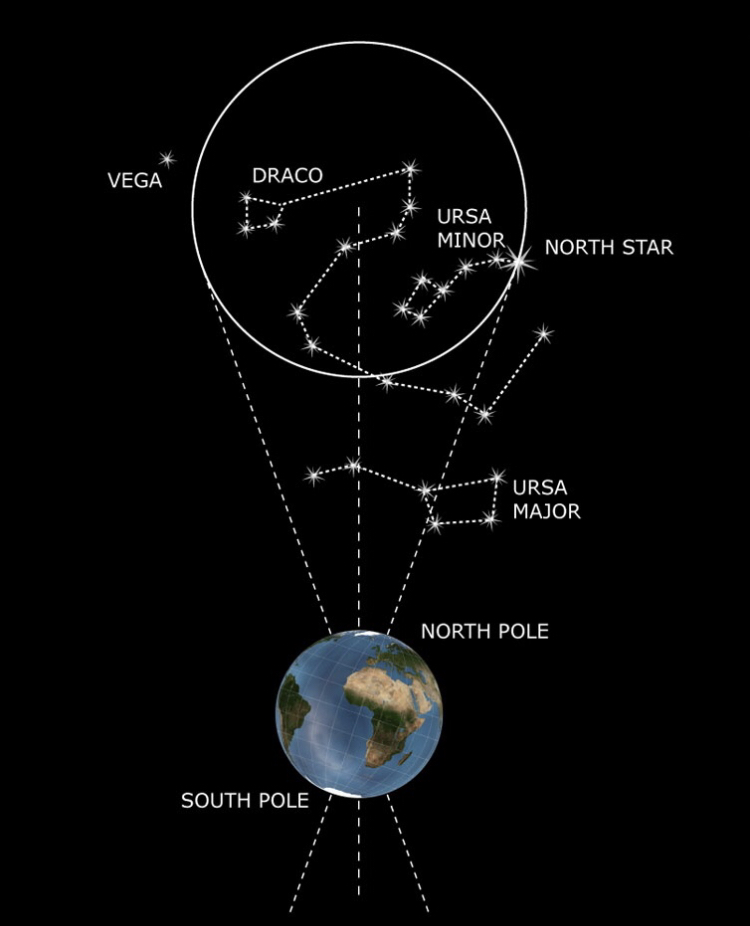
Aujourd’hui, l’étoile polaire septentrionale est Alpha Ursae Minoris. Notre axe de rotation pointait en direction de Véga il y a treize mille ans et le fera de nouveau dans treize mille ans (Musée Galilée).

L’écliptique est incliné par rapport à l’axe de notre planète, ce qui détermine l’alternance des saisons. En une année, l’équateur ne s’y aligne qu’aux équinoxes, les solstices correspondant aux jours où l’angle entre l’écliptique et l’équateur est le plus élevé. À mesure que les siècles s’écoulent, le mouvement gyroscopique de la précession entraîne un déplacement progressif des points équinoxiaux et solsticiaux sur l’écliptique, dans le sens inverse de l’orbite terrestre.

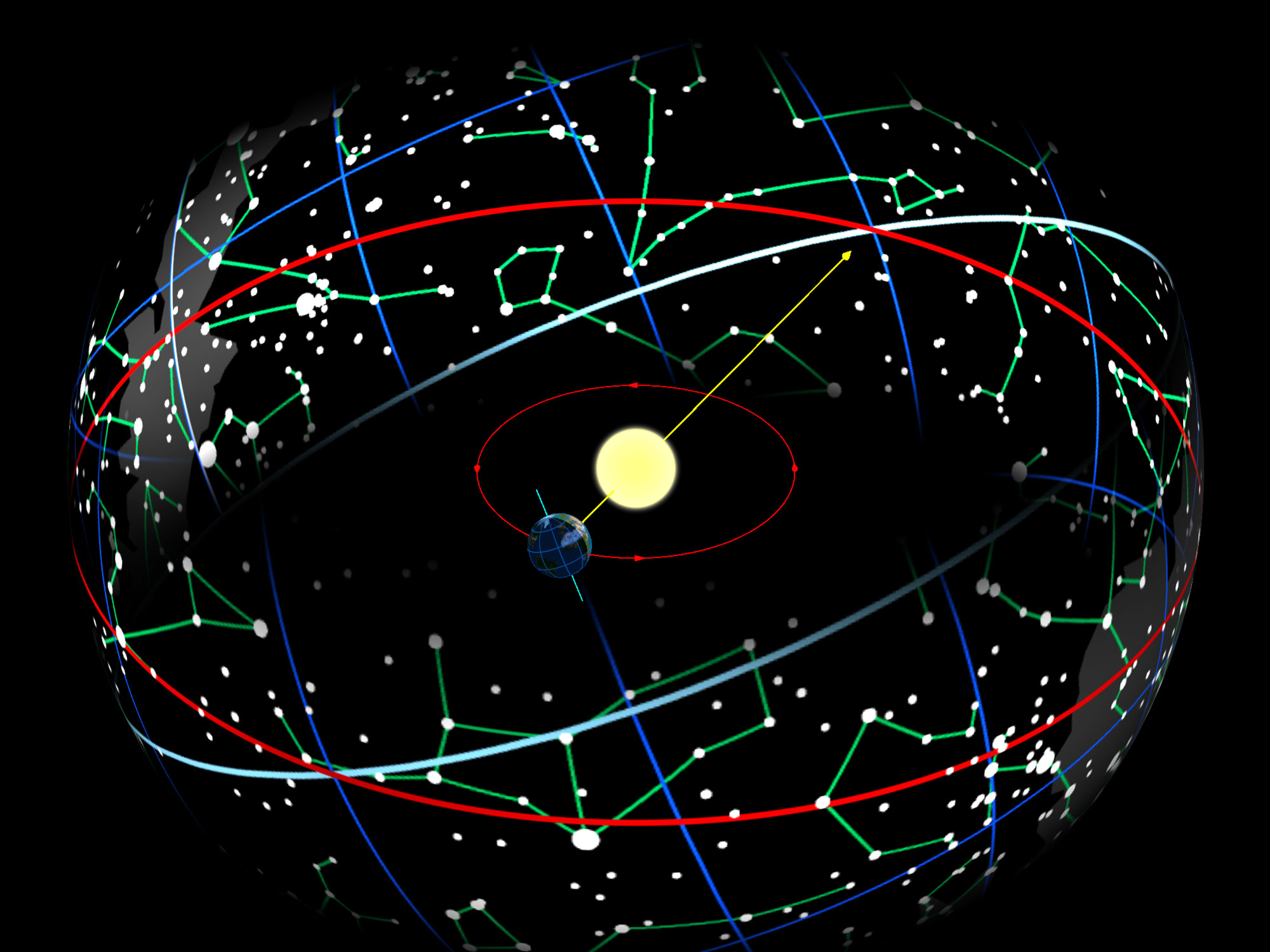
L’écliptique (en rouge) et l’équateur céleste (en blanc). Les points équinoxiaux traversent de nos jours les constellations des Poissons et de la Vierge.

Du fait de la précession axiale, l’année sidérale – au terme de laquelle la Terre retrouve sa position par rapport aux étoiles fixes – dure deux minutes de plus que l’année solaire.

### Histoire de la découverte

#### Antiquité
La découverte de la précession des équinoxes est généralement attribuée à Hipparque, astronome grec du IIe siècle avant notre ère, qui fixe la durée du cycle à 36 millénaires (un degré par siècle). Ses écrits, qui ont tous disparu, sont cités par Claude Ptolémée trois siècles plus tard dans son Almageste. La précession est alors pensée dans le cadre du géocentrisme, c’est-à-dire comme un mouvement de la sphère céleste plutôt que de la Terre.
Selon le mythographe français Charles-François Dupuis (Origine de tous les Cultes, 1795), la précession aurait été observée dès la plus haute antiquité, notamment par les Égyptiens. Dans les années 1920, l’assyriologue allemand Paul Schnabel affirme que la précession était connue deux siècles avant Hipparque par l’astronome babylonien Kidinnu,. Sa théorie est réfutée par Otto Neugebauer, qui considère que les arguments en faveur d’une telle découverte sont insuffisants. 
Dans les années qui suivent la Seconde Guerre mondiale, René Adolphe Schwaller de Lubicz, égyptologue controversé, prétend que le phénomène avait été identifié plusieurs millénaires avant Hipparque. Giorgio de Santillana et Hertha von Dechend publient en 1969 Le Moulin d'Hamlet, un ouvrage de mythologie comparée qui défend la thèse d’une connaissance préhistorique de la précession.
Si ce lent glissement des étoiles fixes d’une génération à l’autre a pu être observé en des temps très reculés, les anciens astronomes n'étaient probablement pas en mesure de l'expliquer par un mouvement gyroscopique de la Terre, et a fortiori d’en déterminer les causes physiques. Cela ne les a pas empêchés d’aboutir à des estimations parfois très précises de la durée du cycle.

#### Époque moderne
Il a fallu attendre Copernic et son modèle héliocentrique (Des révolutions des sphères célestes, 1543) pour que la précession soit décrite comme un mouvement de l'axe de rotation de notre planète. Au siècle suivant, Isaac Newton explique le phénomène avec sa loi universelle de la gravitation (Principia Mathematica, 1687). Il écrit que les astronomes évaluent traditionnellement le mouvement annuel de la précession des équinoxes à 50 secondes d’arc,, soient 72 ans pour un degré, et 25920 ans pour un cycle complet. Cette estimation est reprise au XVIIIe siècle par Voltaire,, puis par d’Alembert dans un article de l’Encyclopédie.

#### Au XXIesiècle
De nos jours, les données récoltées par les satellites artificiels, la puissance de calcul des superordinateurs et diverses innovations technologiques (interférométrie à très longue base ou réflecteurs lunaires) permettent d’obtenir des mesures extrêmement précises. La valeur reconnue par l’Union astronomique internationale est de 50.28796195 secondes d’arc annuelles, soient environ 25 772 ans pour compléter un cycle. Il faut préciser que le rythme de la précession n’est pas constant : sur une période de 500 millions d’années centrée sur le présent, les quelque vingt mille cycles écoulés ont une durée moyenne de 25 676 ans. Par ailleurs, la  précession des équinoxes se conjugue avec d’autres cycles (variations de l’excentricité orbitale et de l’inclinaison de l’axe, précession apsidale et nutation).

## Âges astrologiques
Malgré son inexactitude, la valeur donnée par Newton – 1 degré tous les 72 ans, soit un cycle complet de 25920 ans – est souvent reprise pour ses propriétés géométriques, inscrivant la précession dans une vision pythagoricienne de l’univers,,. Chacun des 12 âges astrologiques durerait ainsi 2160 ans. Pour la précession des équinoxes, la roue du zodiaque tourne dans le sens inverse de son cycle annuel.
Les horoscopes, hérités de l’époque hellénistique, continuent d’associer l’avènement du printemps au signe du Bélier, l’équinoxe d’automne à la Balance, l’été au Cancer et l’hiver au Capricorne. Or, du temps de l’Empire romain, le soleil printanier a commencé la traversée des Poissons (symbole chrétien), le soleil d’automne de la Vierge (mère du Christ), le soleil estival des Gémeaux et le soleil hivernal du Sagittaire. Il faudrait donc que les tropiques du Cancer et du Capricorne soient renommés si l’on voulait tenir compte du mouvement de la précession.
L’astrologie sidérale des Hindous prend en compte ce déplacement des étoiles fixes. Un mot sanskrit désigne un tel phénomène : l’Ayanamsa.

Le décalage croissant (Ayanamsa) entre les signes et les constellations du zodiaque.

Au XVIIIe siècle, Voltaire ironise à propos des astrologues méconnaissant les effets de la précession : « Le grand malheur des astrologues, c’est que le ciel a changé depuis que les règles de l’art ont été données. » 
Pendant la Révolution française, la lecture astronomique des mythes et le concept d’âge zodiacal sont popularisés par Volney et Charles-François Dupuis,.

### Ères préhistoriques
En partant de la révolution néolithique, à la fin de la dernière glaciation, tout en fixant la naissance de Jésus Christ comme point d’intersection entre l’ère du Bélier et l’ère des Poissons, on aboutit à la chronologie suivante :
- 10800 avant J-C : âge du Lion[35].
- 8640 avant J-C : âge du Cancer.
- 6480 avant J-C : âge des Gémeaux.

### Ère du Taureau
L’âge du Taureau, qui commence autour de 4320 avant J-C, correspond à l’émergence des premiers États et à l’apparition de l’écriture. Notre zodiaque hellénistique n’avait pas encore été inventé, mais la constellation du Taureau existait déjà.

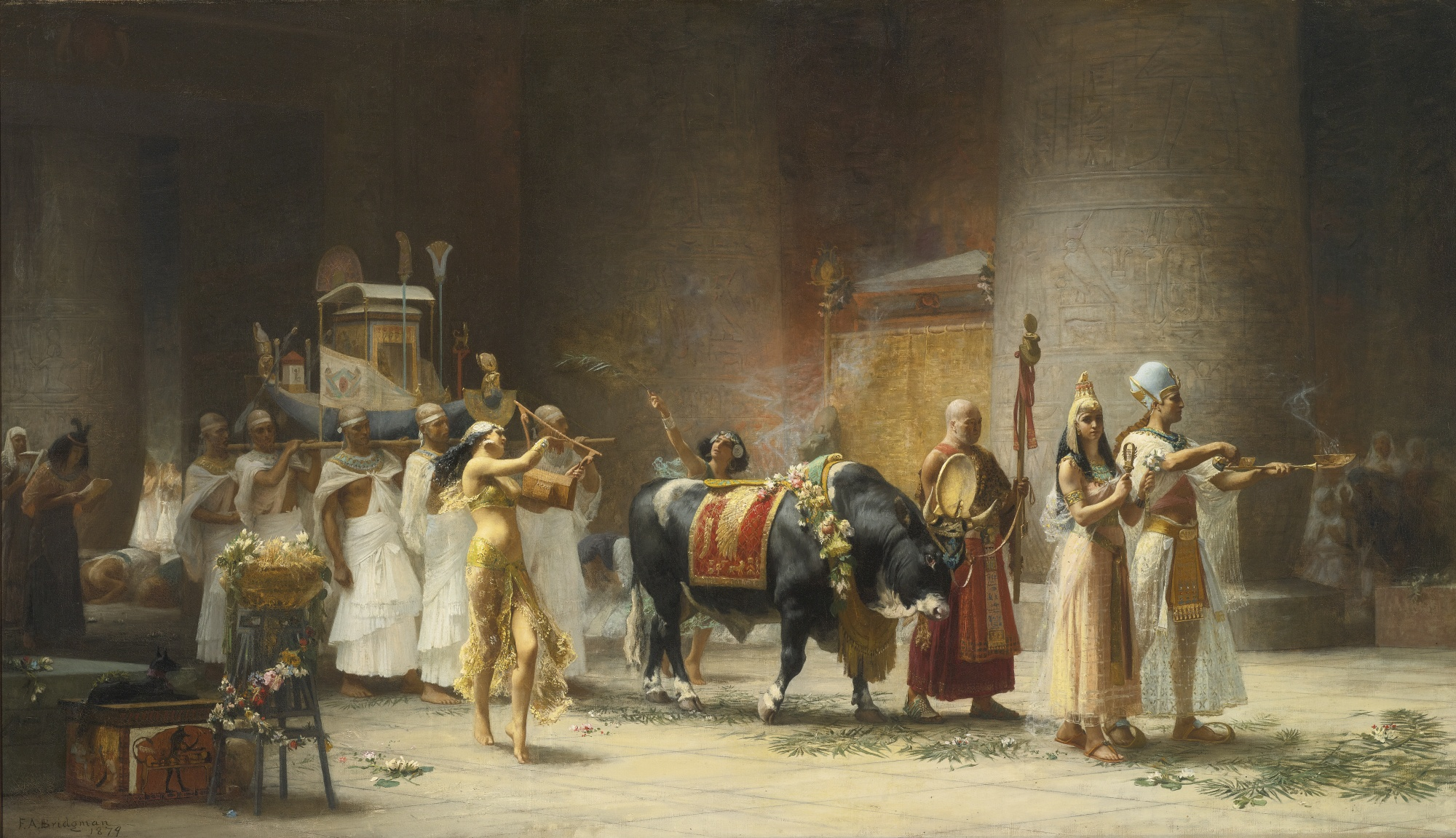
La procession du taureau sacré Apis, huile sur toile de Frederick Arthur Bridgman, 1879

Les Égyptiens de l’Ancien Empire honorent le taureau Apis et la vache Hathor. À Sumer, le roi Gilgamesh et son ami Enkidu triomphent du taureau céleste.

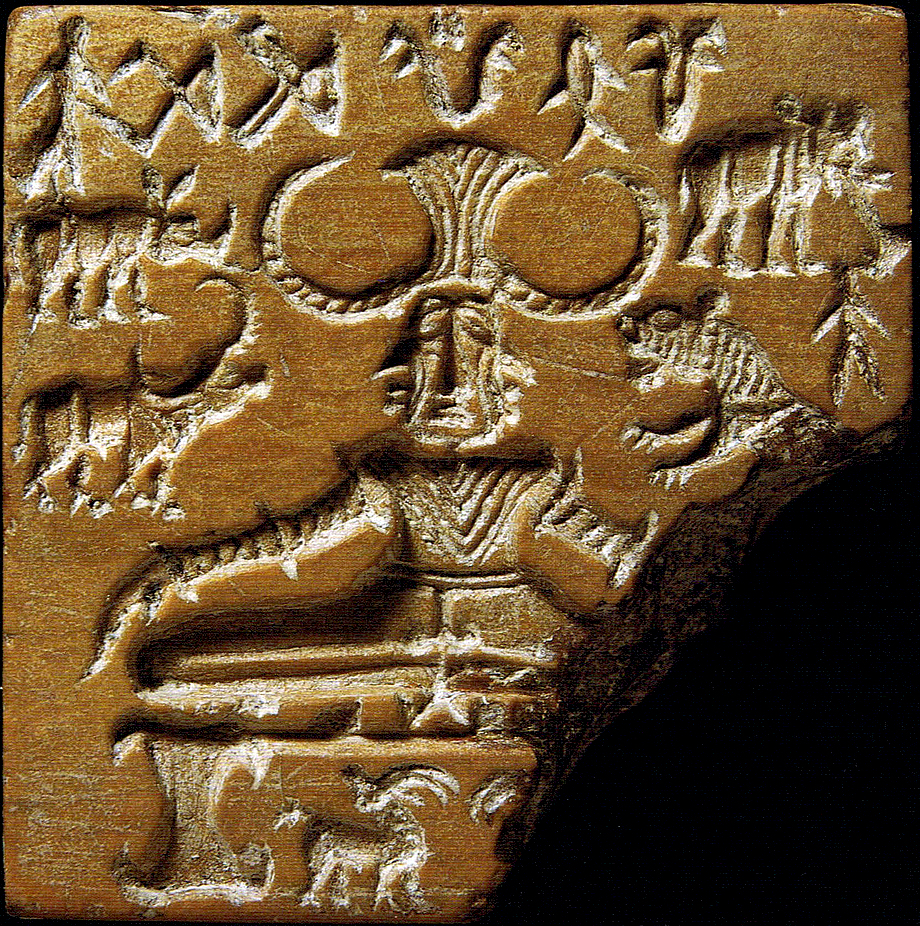
Sceau en stéatite de Pashupati, conservé au Musée national d’Inde (Mohenjo-daro, IIIe millénaire avant notre ère). Ce personnage tricéphale, arborant des cornes, est assis en position de yogi. Il pourrait s’agir d’un prototype du dieu Shiva, auquel sera plus tard associé le taureau Nandi.

Dans le zoroastrisme, la plus ancienne des créatures est un bœuf nommé Gavaevodata. 
Dompté par Héraclès, le taureau crétois est l’animal emblématique de la civilisation minoenne, comme en témoignent la pratique de la taurocathapsie, les fresques du palais de Cnossos ou l’histoire du minotaure vaincu par Thésée au cœur du labyrinthe.
La constellation du Taureau inclut l’astérisme des Pléiades, qui servirent de repères pour de nombreux calendriers à travers le monde, y compris après qu’elles eurent cessé d’annoncer le printemps.
Les idole bovines ont prospéré bien au-delà de cet âge astrologique (qui se termine en 2160 avant J-C selon notre chronologie). Au début de l'ère chrétienne, les légionnaires répandent à travers l’Empire romain un culte à mystères fondé sur la tauroctonie, le mithraïsme,.

#### Quadrature zodiacale

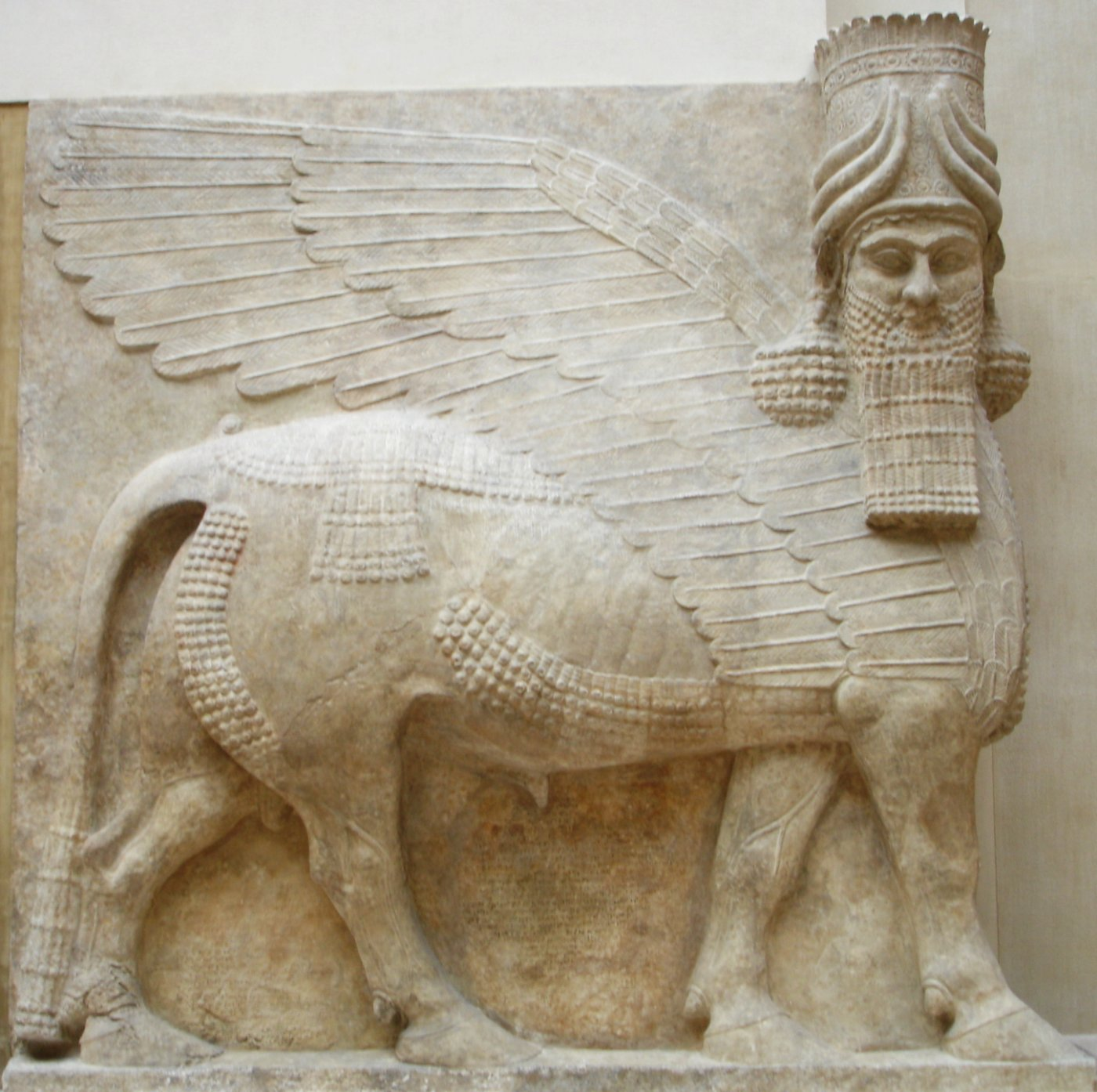
Un lammasu du palais de Sargon II, musée du Louvre.

Cette configuration initiale du zodiaque (Taureau printanier, Lion estival, Scorpion automnal et Verseau hivernal) est symbolisée par le tétramorphe, une créature apparue dans l’iconographie de l’Empire néo-assyrien sous une forme androcéphale – le visage humain du dieu Ea, Verseau des Mésopotamiens – avec des attributs de Lion et de Taureau ainsi que des ailes d’Aigle. Chaque « étoile royale » – celle de l’Aigle, Antares, faisant aujourd’hui partie de la constellation du Scorpion – indiquait l’un des 4 points cardinaux de l'écliptique.
Le tétramorphe intervient dans la bible hébraïque (Ézéchiel) et dans le nouveau testament (Apocalypse). La tradition chrétienne attribue l’aigle à Jean, le taureau à Luc, le lion à Marc et l’homme à Matthieu. On retrouve cette quadrature du zodiaque à Paris, au sommet de la tour Saint-Jacques, ou sur le portail de la cathédrale Notre-Dame de Chartres.

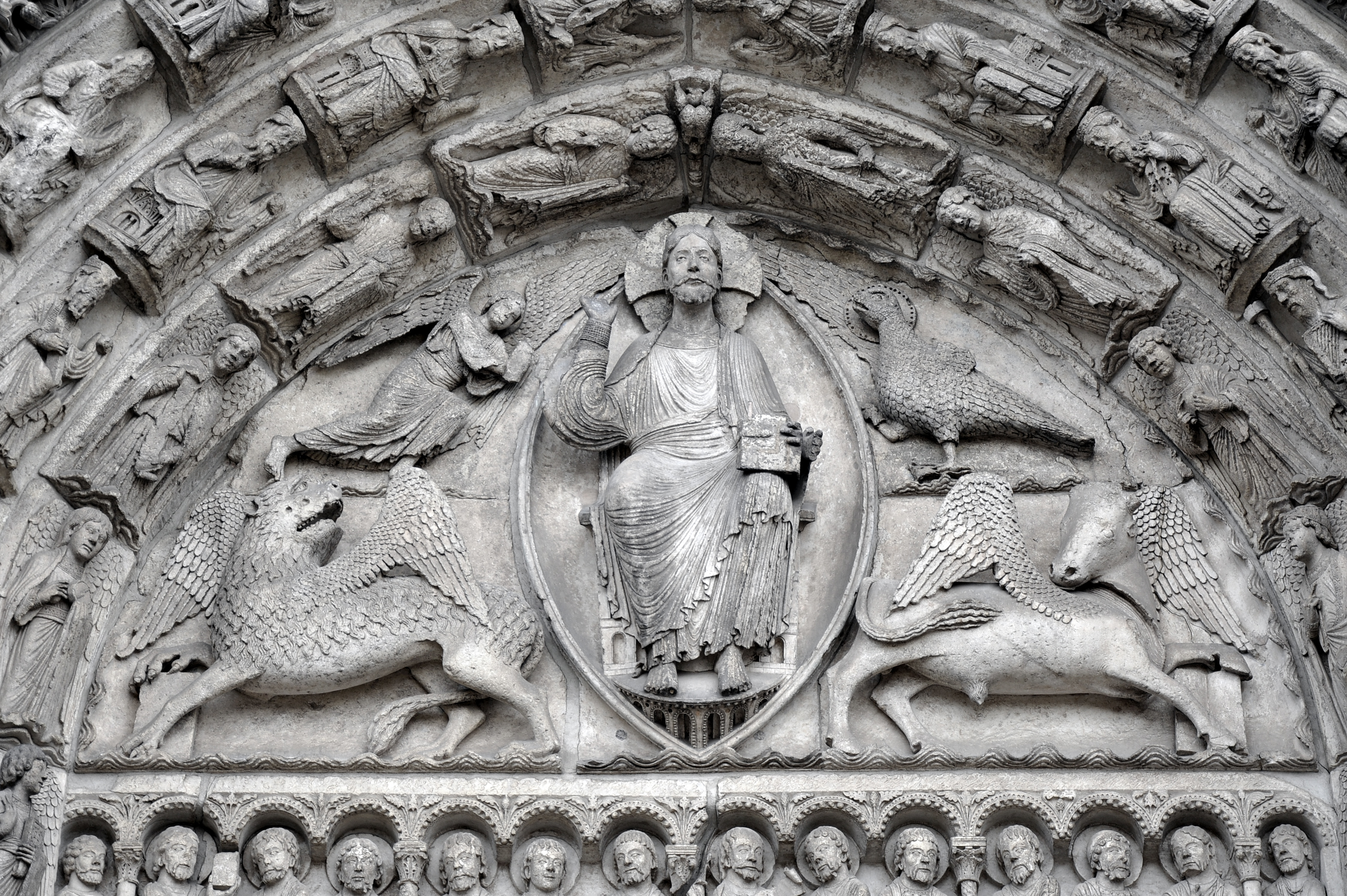
Portail central de la cathédrale de Chartres. Le Christ y trône à l’intérieur d’un vesica piscis symbolisant l’ère des Poissons, entouré des quatre créatures représentant les quatre évangélistes.

### Ère du Bélier
A l’âge du Taureau succède celui du Bélier, sacrifié par Abraham à la place de son fils Isaac, puis par Moïse pendant la consécration de son frère Aaron. Moïse détruit le veau d’or, symbole d’un retour à l’ancienne religion. Les Hébreux détruisent les murailles de Jéricho grâce à leurs Chofars, des trompettes fabriquées avec des cornes de bélier. À Thèbes, capitale du Nouvel Empire égyptien, les sphinx béliers surveillent le chemin entre le temple de Karnak et celui de Louxor. 

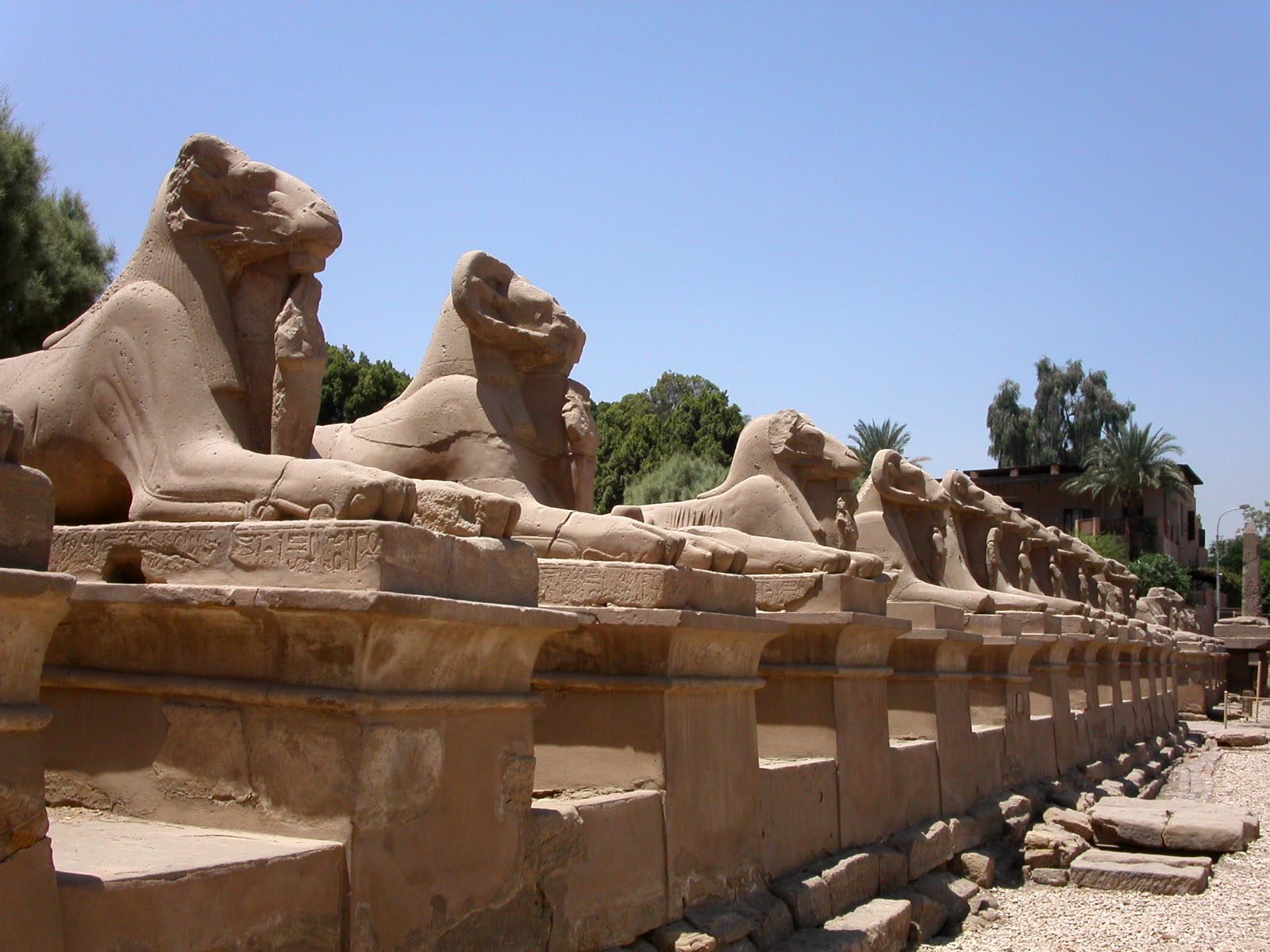
Criosphinx à proximité du temple d'Amon de Karnak.

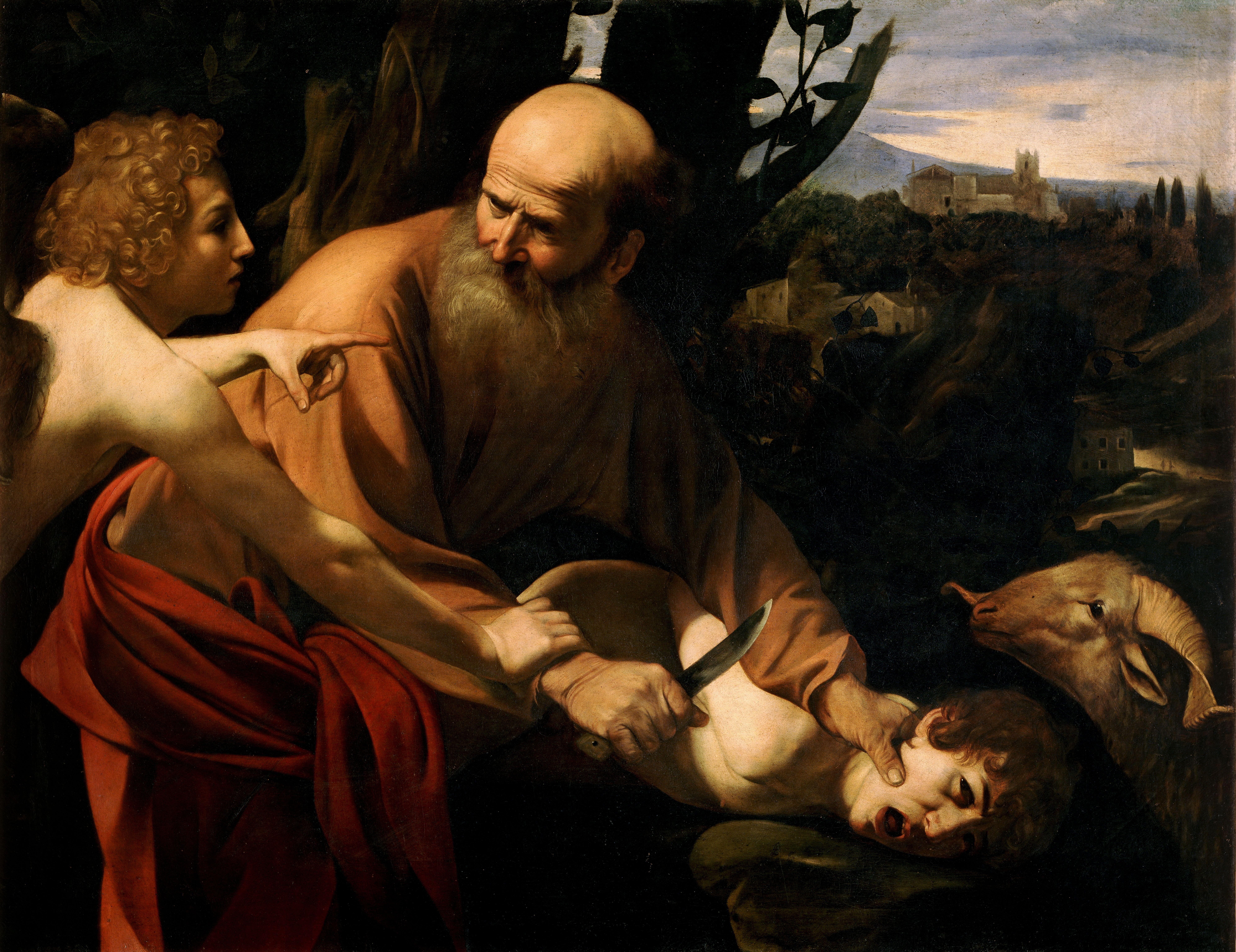
Le sacrifice d'Isaac, Le Caravage, galerie des Offices, Florence, 1603.

En Inde, le Rigveda commence par l’invocation d’Agni, dieu solaire enfourchant son bélier. Dans le monde grec, Jason et les Argonautes partent en quête de la toison d’or. L’homme-bouc Pan est déifié.
Jusqu’à la destruction du temple de Jérusalem par les romains au Ier siècle, l’exode des juifs hors d’Égypte était commémoré chaque printemps avec des sacrifices d’agneaux. À la fin de leur année lunaire, les musulmans continuent de sacrifier des moutons et des chèvres en hommage au patriarche Abraham.
C’est dans les derniers siècles de l’ère du Bélier que le zodiaque est codifié : l’équinoxe du printemps est fixé à la frontière des Poissons. L’Agnus Dei est célébré à Pâques par les Chrétiens, à l’imitation de la Pessa’h juive. « Il placera les brebis à sa droite, et les boucs à gauche. » 
La mort du « grand Pan », annoncée par Plutarque au IIe siècle, signale le crépuscule du monde païen.

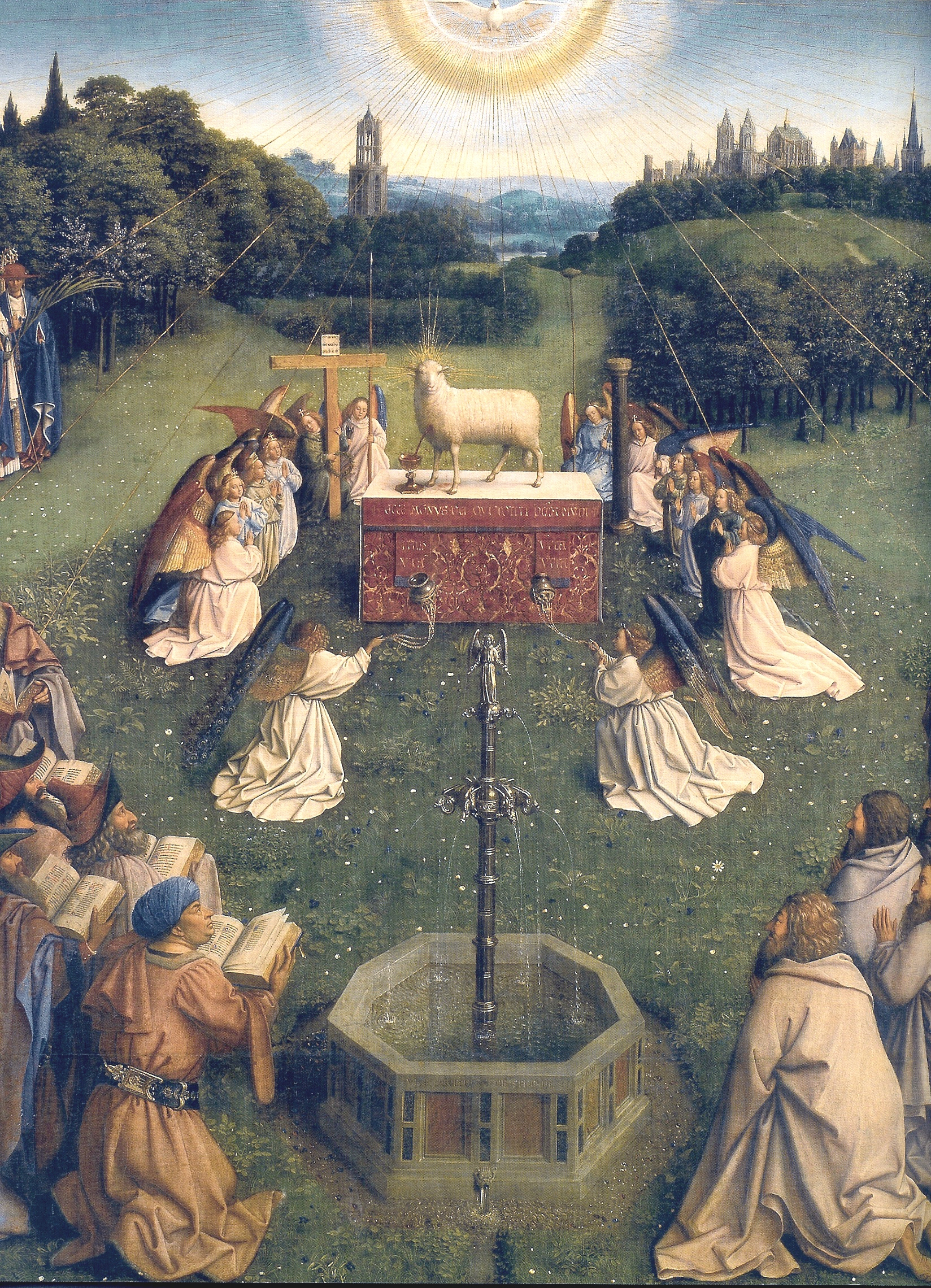
L'Agneau mystique, Hubert et Jan van Eyck, 1432

### Ère des Poissons
Ichtus ἸΧΘΥΣ (Poisson), acronyme grec de « Jésus-Christ, Fils de Dieu, Sauveur », est un signe de ralliement des premiers chrétiens. Le soleil équinoxial de septembre s’aligne sur la Vierge, la mère du Christ (immaculée conception). « Cette génération méchante et adultère demande un miracle, mais il ne lui sera donné d’autre miracle que celui du prophète Jonas. Car de même que Jonas fut trois jours et trois nuits dans le ventre d’un grand poisson, de même le Fils de l’homme sera trois jours et trois nuits dans le sein de la terre. »

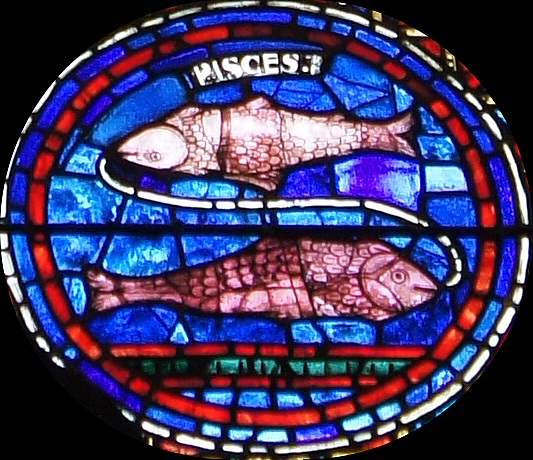
Poissons astrologiques dans la cathédrale Notre-Dame de Chartres.

 Pour payer l’impôt du Temple, Pierre récupère une pièce de 4 drachmes dans la bouche d’un poisson. Les apôtres sont décrits comme des « pêcheurs d’hommes » et la mitre des évêques catholiques rappelle ce que les fidèles mangent le vendredi. « Il fit asseoir la foule sur l'herbe, prit les cinq pains et les deux poissons, et, levant les yeux vers le ciel, il rendit grâces. Il rompit les pains, les donna aux disciples, et les disciples les donnèrent à la foule. Ils mangèrent tous et furent rassasiés. On ramassa les morceaux qui restaient : cela faisait douze paniers pleins. » 
Après sa résurrection, lors de sa troisième et dernière apparition, le Christ déguste du poisson grillé avec ses disciples. Jésus naît au solstice d’hiver (fête de « Sol Invictus » dans l’Empire romain), est suivi par un cortège de douze apôtres et ressuscite au printemps,.
Mérovée, fondateur légendaire de la première dynastie des rois de France, serait né de l’union de sa mère avec un monstre marin. Dans Perceval ou le Conte du Graal, roman de Chrétien de Troyes, le Graal pourrait prendre la forme d’un plat à poisson. Perceval rencontre le gardien du Graal, le « roi pêcheur ». A Rome, le pape porte l’anneau du pêcheur.

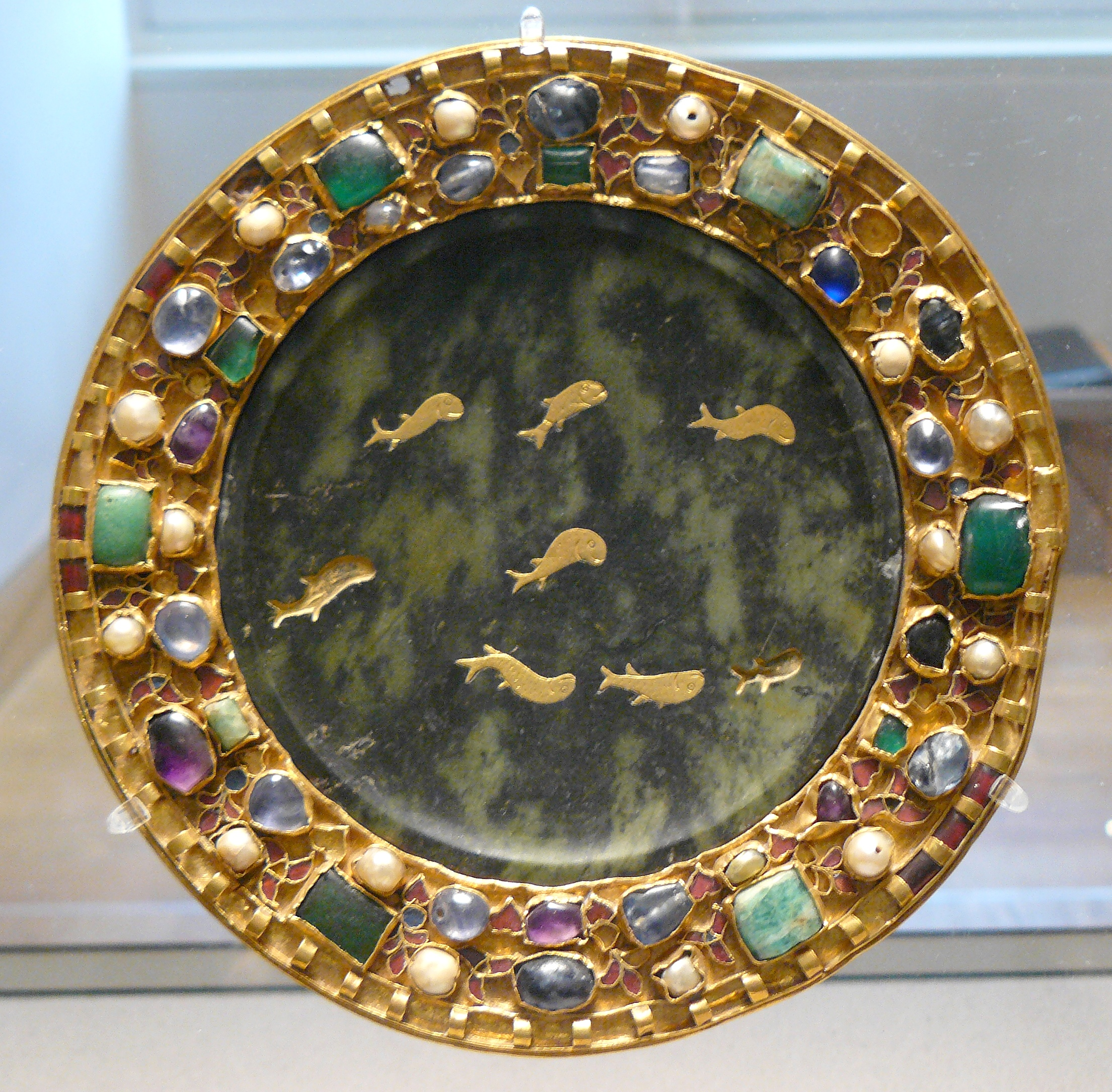
Patène de serpentine du trésor de l'abbaye de Saint-Denis (musée du Louvre). L’un des instruments du sacre des rois de France.

Blason du dauphin, fils héritier du roi de France.

### Ère du Verseau
Selon Ératosthène, la constellation du Verseau (ΥΔΡΟΧÓOΣ hydrokhóos) symbolise Ganymède, l'amant et l'échanson de Zeus. Vient aussi à l'esprit le mythe des écuries d'Augias nettoyées par Hercule. Pour les Mésopotamiens, le Verseau symbolisait le dieu Ea, qui abritait le solstice d’hiver du temps de Gilgamesh.

#### Renaissance
Un petit croquis de Léonard de Vinci (Codex Arundel) – de l’eau versée par une cruche en mouvement – illustre les lois de la pesanteur plus d'un siècle avant leur formalisation mathématique. À l'époque du procès de Galilée, Tommaso Campanella écrit que le soleil de l'équinoxe du printemps est situé au bord de la constellation des Poissons, (le glissement dans le signe du Verseau étant prévu pour les années 1770).

#### XVIIIesiècle
Après nous le déluge, prédit Jeanne-Antoinette Poisson, la marquise de Pompadour, maîtresse attitrée du roi à Versailles. Pendant la Révolution française, Charles-François Dupuis et Volney estiment qu'ils vivent à l’aube de ce nouvel âge,.

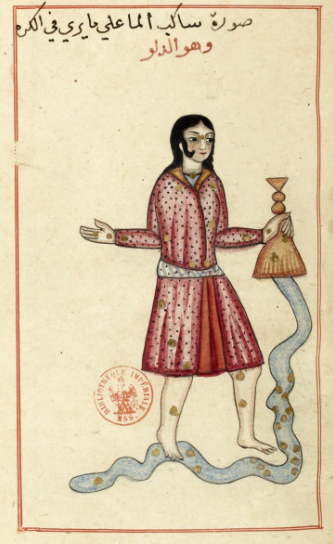
Un Verseau androgyne dans le Livre des étoiles fixes d'Al-Soufi (édition du XVIIIe siècle)

#### Ère industrielle
Ce concept d’âge astrologique a été abondamment repris aux XIXe et XXe siècles par divers courants ésotériques (notamment par le babisme, la théosophie d'Helena Blavatsky, ou l’anthroposophie de Rudolf Steiner,, puis par Dane Rudhyar ou Omraam Mikhaël Aïvanhov).
À Paris, Auguste Vandekerkhove annonce dans le journal féministe La Fronde que le « cycle d'Aquarius » commencera au printemps 1890 : « Dans cette maison, la femme sera l’égale de l’homme. Les sciences occultes élaboreront cette égalité sexuelle, qui n’ira pas sans soubresauts anguleux et tempétueux. […] Thèbes eut son cycle, celui de Ram. Rome eut son cycle, celui des Poissons. Paris aura son cycle, celui du Verseau. » 
En 1937, Paul Le Cour prévoit dans l’Ère du Verseau le retour du Christ et la conversion des juifs pour l’an 2160.
Le psychologue Carl Jung s’intéresse à la symbolique chrétienne du Poisson,, et à l’arrivée imminente du « quatrième mois de l'histoire du monde » (Études sur la phénoménologie du Soi, 1951). « Nous entrons maintenant dans le Verseau, dont les livres sibyllins disent : Luciferi vires accendit Aquarius acres (le Verseau enflamme les pouvoirs de Lucifer). » Pour Jung, l’âge du Verseau verra l’humanité se confronter au problème de l’énantiodromie et de « l’existence réelle du Mal ».
Le signe du Verseau a pu être associé à la fonte des glaces et à la révolution industrielle – la vapeur s’échappant des machines puis l’eau déversée pour refroidir les réacteurs nucléaires – mais aussi à Auschwitz – les « douches » nazies qui sont en réalité des chambres à gaz.

#### New Age
L’occultiste colombien Samaël Aun Weor proclame le début de l’ère du Verseau le 4 février 1962. Le New Age se propage en occident dans le sillage de la révolution sexuelle, du mouvement hippie et de la contreculture ufologique.
La comédie musicale Hair (1967) s’ouvre avec une chanson astrologique, This is the dawning of the age of Aquarius (« Voilà l’aube de l’âge du Verseau »), qui est fredonnée lors du festival de Woodstock à l’été 1969, quelques jours après les premiers pas de l’homme sur la lune.
En 1980, la psychologue américaine Marilyn Ferguson publie Les Enfants du Verseau, un best-seller qui contribue à l'infusion du concept dans la culture populaire. Très en vogue à la fin du XXe siècle – Jung avait proposé 1997 comme date d’expiration des Poissons –, le New Age est progressivement devenu en français un terme péjoratif, synonyme de charlatanisme et de sectarisme.

#### Un avenir plurimillénaire
Avec comme point de départ des Poissons la naissance du Christ et un rythme d'un degré tous les 72 ans, l’ère du Verseau devrait commencer en 2160 et s'achever en 4320. En prenant en compte les superficies des constellations telles que définies par l’Union astronomique internationale (et non le zodiaque de 12 x 30 degrés), l’ère du Verseau serait programmée pour la fin du XXVIe siècle. Elle laissera ensuite la place au Capricorne, puis au Sagittaire… Il faudra que l'humanité attende le XXVIe millénaire pour que le Soleil du printemps se lève à nouveau dans les Poissons.